# Sascha Riether
Sascha Riether, né le 23 mars 1983 à Lahr, est un ancien footballeur international allemand.

## Biographie

### En club
Le 8 juillet 2011 Riether rejoint le FC Cologne.
Le 6 juillet 2012, à la suite de la relégation de Cologne en deuxième division, Riether est prêté au Fulham FC.

### En sélection
Riether est, à la suite de sa saison régulière avec Wolfsburg, retenu par Joachim Löw pour disputer le match amical du 11 août 2010 face au Danemark. 

### Style de jeu
Comme beaucoup de joueurs de Bundesliga, Riether est également capable de joueur en défense centrale ou sur les ailes, à l'image d'un Dennis Aogo.

### Reconversion
Le 27 juin 2019, Schalke 04 annonce en conférence de presse la nouvelle organisation technique du club pour la saison 2019-2020. Sascha Riether sera le nouveau coordinateur sportif et travaillera aux côtés du nouvel entraîneur David Wagner.

## Palmarès
- SC Fribourg
  - Vainqueur du Championnat d'Allemagne de D2 : 2003

- VfL Wolfsburg
  - Vainqueur du Championnat d'Allemagne : 2009